# Tourist Guy
Der Tourist Guy, auch Tourist of Death oder Waldo, zeigt einen Mann mit einer Wollmütze, der auf einem Foto auf der Aussichtsplattform des Südturms des World Trade Centers (WTC) angeblich wenige Sekunden vor dem Einschlag eines Flugzeugs im Rahmen der Anschläge des 11. September 2001 zu sehen ist. Es wurde behauptet die Kamera sei später gefunden worden.
Das Foto stellte sich als Fälschung heraus: das abgebildete Flugzeug war eine Fotomontage. Während das WTC von zwei Boeing 767 getroffen worden war, zeigte das Foto eine Boeing 757. Der Tourist Guy blieb ein Internetphänomen und wurde in Fotomontagen anderer Bilder wie etwa von der Absturz der Hindenburg oder dem Untergang der Titanic eingebaut.
Als die abgebildete Person wurde zunächst Jose Roberto Penteado vermutet, ein Geschäftsmann aus Brasilien. Daraufhin meldete sich Péter Guzli aus Ungarn. Das Foto, das ihn zeigt, wurde am 28. November 1997 aufgenommen. Er hatte das überarbeitete Bild nur an einige Freunde geschickt und nicht damit gerechnet, dass es viral geht.